# Elaan (film, 2005)
Pour les articles homonymes, voir Elaan.
Elaan est un film indien de Bollywood réalisé par Vikram Bhatt sorti en janvier 2005.
Le film met en vedette Arjun Rampal, Ameesha Patel, Rahul Khanna, John Abraham et Lara Dutta. Le long métrage fut un flop au box-office.

## Box-office
- Box-office Inde : 130 720 000 roupies indiennes[1].
- Budget : 150 000 000 roupies indiennes.

Box-office India qualifie le film de flop.